# Bust La tradició

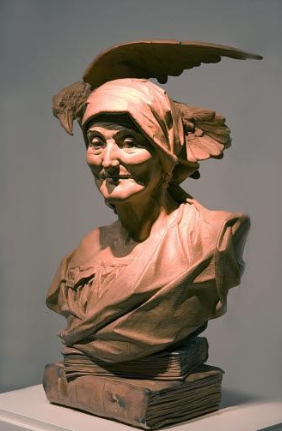
Bust de "La tradició" d'Agapit Vallmitjana i Barbany conserva al Museu Abelló

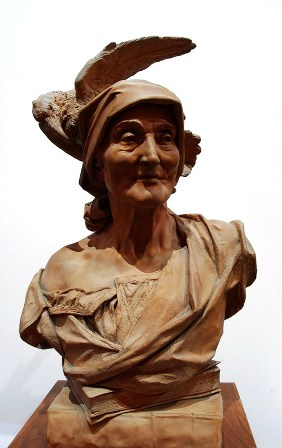
Bust de "La tradició", conservat a la Biblioteca Museu Víctor Balaguer

El Bust La tradició, és una de les tres "tradicions" que es conserven avui en dia, realitzades per l'escultor Agapit Vallmitjana i Barbany. En aquest cas, el bust de La tradició, es conserva al Museu Abelló de Mollet del Vallès, amb el número de registre 1.874. En tots els casos, el bust representa a una dona vella amb un mocador al cap. El bust es troba a sobre d'una pila de llibres. Destaca el corb que es troba sobre el cap de la senyora.

## Sobre "Les tradicions" realitzades per Agapit
L'any 1894, Josep Puiggarí, publica una Monografia de la casa-palau i museu d'Eusebi Güell amb motiu de la visita que van fer els membres del Centre Excursionista de Catalunya. En aquesta Monografia, Josep hi documenta una obra amb títol "La tradició", per tant, sabem que en aquest any s'hi conservava una versió de La tradició i que, avui en dia, no se sap si l'obra que va deixar documentada Puiggarí, era una versió de les que es conserven avui en dia o alguna altra diferent. L'obra que es conserva al Museu Víctor Balaguer és de les obres les quals s'ha obtingut més informació. Aquesta entra a formar part de la col·lecció de Balaguer l'any 1883 i el 1884 ja queda exposada en els primers espais que s'obre del museu. L'any 2012 es va subhastar un lot amb número 917, una altra obra de La tradició d'Agapit i que actualment deu formar part d'alguna col·lecció privada. Per acabar, parlar sobre l'obra que es troba a les reserves del Museu Nacional d'Art de Catalunya. Aquesta va ser donada per Hermenegild Vallmitjana, fill d'Agapit Vallmitjana i Barbany, l'any 1934.

## Descripció formal
Totes les versions esmentades presenten una iconografia i, per tant, una descripció formal similar. En l'obra es mostra el bust d'una vella que mira cap a l'infinit i que duu un corb a l'espatlla que l'acompanya i se li acosta a l'orella, a manera d'alter ego, mentre ella sembla parar tota l'atenció en aquest. Els corbs són animals que solen estar presents en els mites i llegendes tradicionals de moltes cultures. Tenen un estatus mític i són mediadors entre la vida i la mort. La figura reposa sobre uns llibres gruixuts que remeten a aquest passat remot que cal no oblidar. La minuciositat del treball en el detallisme de les robes, de les arrugues de la pell i del mateix plomatge del corb donen una gran força a la composició.